# Akago
Akago (赤子, あかご -âm Hán Việt: xích tử) là một loại yêu quái trong quan niệm dân gian ở tỉnh Nagano và xứ Yamato (ngày nay là tỉnh Nara), Nhật Bản. Yêu quái này còn thấy xuất hiện trong tập tranh cuộn về yêu quái "Buson Yōkai Emaki" của nhà thơ Haiku Yosa Buson. Tên của yêu quái này có nghĩa là "con đỏ" (đứa trẻ mới sinh còn đỏ hỏn).

## Khái yếu

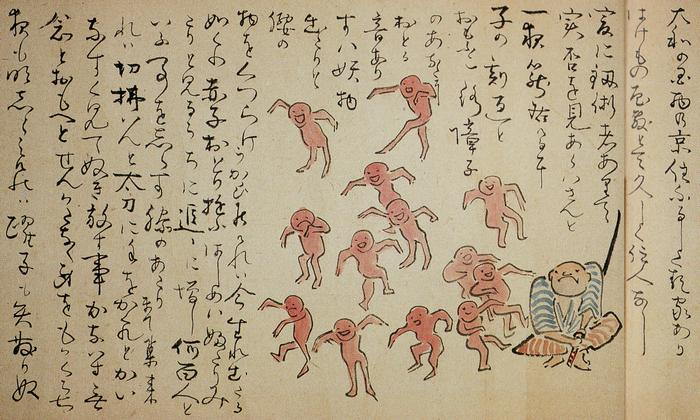
Yêu quái Akago trong Bakemono Emaki

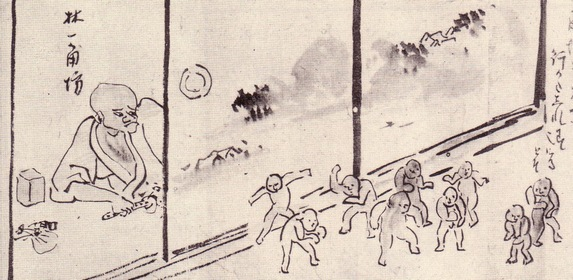
Yêu quái Akago trong tranh cuộn của Yosa Buson

Akago ở tỉnh Nagano
Tương truyền yêu quái này sống dưới lòng hồ Kizaki, một hồ trong số ba nhánh: của hồ lớn Nishinasan thuộc thành phố Ōmachi, tỉnh Nagano. Hình dạng nó trông: như con người chừng 11, 12 tuổi, da đỏ hỏn như đứa trẻ mới sinh và tóc rậm như: tinh tinh. Mặc dù có ngư dân từng mùng kích yêu quái Akago ẩn trong nước nhưng: không thấy nhắc đến việc nó gây hại cho con người .
Akago xứ Yamato
Trong tập tranh cuộn "Bakemono Emaki" (tranh cuộn về yêu quái, không rõ tác giả):thời Meiji có một mục là "Akago no kai" (yêu quái con đỏ) thuật lại câu chuyện như: sau. Có một ngôi nhà hoang không ai dám đến gần vì mọi người cho rằng đó là: ngôi nhà ma. Một kiếm khách nọ hay chuyện, muốn xem thử bản thể của bọn ma: quỷ trong ngôi nhà đó là gì nên đã đến ở đây. Nửa đêm, võ sĩ nghe có tiếng động: như ai đang nhảy múa phía bên kia cửa lùa. Võ sĩ nhòm qua cửa thì thấy một: người như đứa trẻ mới sinh đang nhảy múa, nhưng số lượng ngày càng tăng nhiều: và cuối cùng lên đến mấy trăm người. Kiếm sĩ tay lăm lăm thanh kiếm, toan xông: vào chém bọn yêu quái nhưng tay chân cứng đờ, không làm gì được. Đến khi trời: sáng thì lũ quái con đỏ cũng biến mất 
Akago trong "Buson Yōkai Emaki"
Trong tập tranh cuộn của thi nhân Haiku nổi danh này cũng có mục tên là "Akago no: kai". Một pháp sư nọ đến trọ tại quán Ogasawara, nửa đêm bỗng nghe có tiếng: như ai đang nhảy múa ở phòng bên cạnh. Pháp sư nhòm qua thì thấy mấy ngàn: đứa trẻ trần truồng, đỏ hỏn đang nhảy múa huyên náo. Pháp sư tay chân cứng đờ: chẳng làm gì được nhưng đến sáng thì lũ trẻ biến mất.
Cả hai cuộn tranh kể trên đều có chung mục về yêu quái Akago, cùng nội dung nhưng người ta vẫn chưa rõ sự liên quan giữa hai cuộn tranh này.

## Cước chú
1. ↑  Trang 5,6, Murakami Kenji, "Yōkai Jiten", Mainichi Shimbun ấn hành năm 2000, ISBN 4-620-31428-5
2. ↑  "Yōkai Hyaku Monogatari Emaki" (tranh cuộn trăm câu chuyện về yêu quái) do Yumoto Kōichi soạn, Kokusho Kankōkai xuất bản năm 2003, trang 89, ISBN 4-336-04547-X
3. ↑  Yōkai Hyaku Monogatari trang 89